# Bačka occidentale
Pour les articles homonymes, voir Bačka.
Cet article possède un paronyme, voir Backa.
Le district de Bačka occidentale (en serbe cyrillique : Западнобачки округ ; en serbe latin : Zapadnobački okrug) est une subdivision administrative de la république de Serbie. Au recensement de 2011, il comptait 187 581 habitants. Le centre administratif du district de Bačka occidentale est la ville de Sombor.
Le district est situé à l'extrême nord-ouest de la Serbie, dans la province autonome de Voïvodine et dans la région de la Bačka.

## Villes et municipalités de Bačka occidentale
| Nom    | Superficie (en km²) | Population 2002 | Population 2011 | Statut       |
| ------ | ------------------- | --------------- | --------------- | ------------ |
| Apatin | 333                 | 32 813          | 28 654          | Municipalité |
| Kula   | 481                 | 48 353          | 43 162          | Municipalité |
| Odžaci | 411                 | 35 582          | 30 196          | Municipalité |
| Sombor | 1 178               | 97 263          | 85 569          | Ville        |
| Total  | 2 403               | 214 011         | 187 581         |              |

## Répartition de la population par nationalités

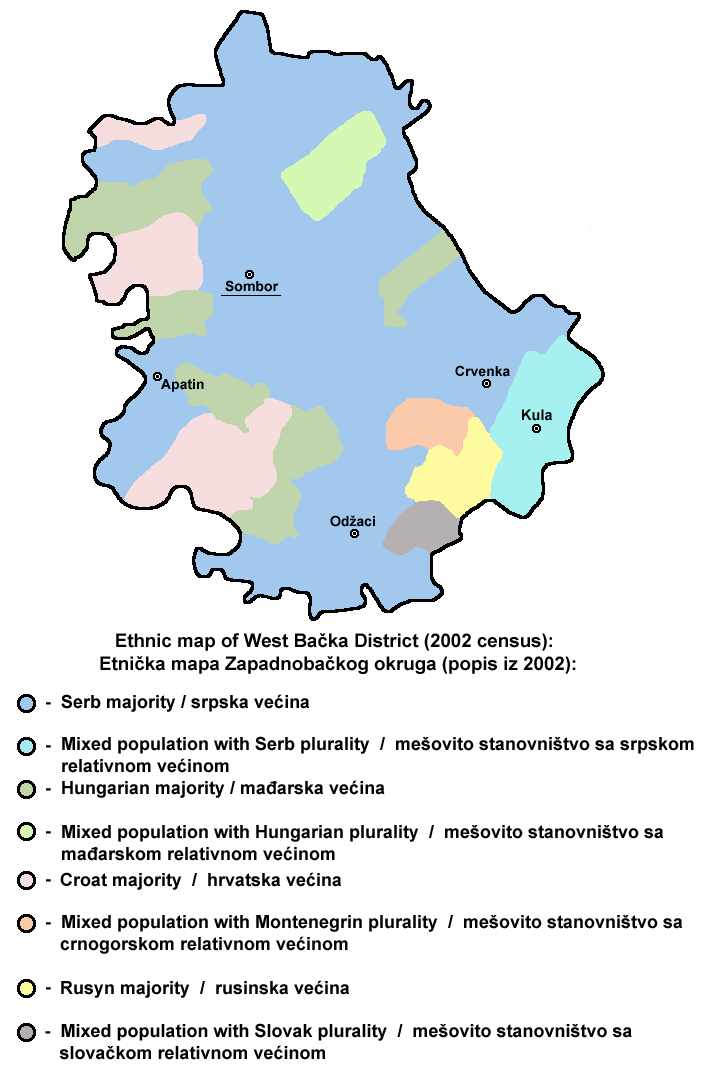
Répartition de la population par nationalité (2002)

Au recensement de 2002, le district comptait 214 011 habitants, répartis de la manière suivante :